# 辻町インターチェンジ
辻町インターチェンジ（つじまちインターチェンジ）は、奈良県生駒市の阪奈道路上のインターチェンジ。
大阪方面の出入口しかないハーフインターチェンジである。なお、大阪府道・奈良県道8号大阪生駒線と奈良県道1号奈良生駒線はこのICを境としている。かつて国道168号からの案内看板や交差点名板には辻インターチェンジと記されていたが、現在は辻町インターチェンジ(辻町IC)表記に統一されている。

## 接続する道路
- 国道168号

## 周辺情報
- 近鉄奈良線 東生駒駅
- 生駒市図書館

## 隣
生駒IC - 辻町IC - 富雄IC

## 関連情報
- 無料開放された道路一覧

座標: 北緯34度41分55秒 東経135度42分27秒 / 北緯34.6986598度 東経135.7075238度